# Acantharctia flavicosta
Acantharctia flavicosta is een vlinder van de familie van de spinneruilen (Erebidae), van de onderfamilie van de beervlinders (Arctiinae). De wetenschappelijke naam van deze soort is voor het eerst voorgesteld als Amsacta flavicosta door George Francis Hampson in een publicatie uit 1900.

## Verspreiding
De soort komt voor in Oeganda, Malawi en Zimbabwe.

## Waardplanten
De rups leeft op Gossypium sp. (Malvaceae), Ipomoea sp. (Convolvulaceae), Lathyrus oleraceus (Fabaceae), Emilia abyssinica (Asteraceae).